# Gonzalo Piña Lidueña
Gonzalo Piña Ludueña, o Lidueña (Gibilterra, 1545 – Caracas, 28 marzo 1600), è stato un condottiero spagnolo, conquistador e amministratore coloniale nella Provincia del Venezuela tra il 1597 e il 1600.

## Biografia
Gonzalo Piña Ludueña era nato nel 1545 a Gibilterra, che faceva allora parte della Spagna. Egli si trasferì nel Nuovo Mondo stabilendosi a Mérida, divenendo uno dei prima abitanti spagnoli della città. Fu da allora responsabile della fondazione di diverse nuove città e borghi nella zona, come Nuestra Señora de Pedraza (fondata nel 1591 e conosciuta oggi come Pedraza, nello stato di Barinas), o San Antonio de Gibraltar (correntemente conosciuta come Gibraltar, e situata nello stato di Zulia). San Antonio de Gibraltar venne così chiamata in onore della città natale di Gonzalo Piña Ludueña con l'autorizzazione del consiglio della città di Mérida che, avendo bisogno di un nuovo porto, commissionò la sua fondazione sulle rive del Lago di Maracaibo nel 1592. Dopo la promozione dell'ex governatore della Provincia del Venezuela, Diego de Osorio, a capo del Real Audiencia di Santo Domingo, Piña Ludueña venne nominato governatore dal re Filippo II il 17 aprile 1597, e rimase in carica fino alla sua morte in Caracas, il 28 marzo 1600. Egli scrisse anche una Descrizione del Lago di Maracaibo e del Fiume Magdalena (Descripción de la laguna de Maracaybo y río de la Magdalena).

## Governatori della Provincia del Venezuela dal 1589 al 1603
- Diego Osorio Villegas 1589-1597
- Gonzalo Piña Ludueña 1597–1600
- Alonso Arias Vaca 1600-1602
- Alonso Suárez del Castillo 1602-1603